# Иллюзия Геринга

Иллюзия Геринга

Иллюзия Геринга — оптическая  иллюзия, обнаруженная немецким физиологом Эвальдом Герингом в 1861 году. Две вертикальные линии на рисунке прямые, но они выглядят отклоняющимися наружу. Искажения создаются за счёт фона, который создает ложное впечатление глубины. Одним из вариантов этой иллюзии является иллюзия Орбисона, а иллюзия Вундта производит аналогичный, но инвертированный эффект.
Существует несколько возможных объяснений этой иллюзии. Геринг описал иллюзию как преувеличение размеров углов в точках пересечения линий. Некоторые исследователи феномена предположили, что эффект преувеличения размеров углов возникает за счёт продольного торможения в зрительной коре, другие приписывали искажение переходу от трёхмерного изображения угла к двумерному.
Имеется также гипотеза, что иллюзия Геринга (наряду с некоторыми другими геометрическими иллюзиями) вызвана временны́ми задержками, с которыми должна справиться зрительная система. Зрительная система воспринимает информацию с некоторой задержкой; на сетчатке появляется изображение объекта в том виде, в каком он выглядел ~ 100 мс назад. В случае иллюзии Геринга, радиальные линии «обманывают» зрительную систему, создавая впечатление, что они движутся вперёд. Поскольку фигура на самом деле статична, мы воспринимаем прямые линии как изогнутые (какими они будут появляться в следующий момент).
Вполне возможно, что эти гипотезы не противоречат друг другу. Иллюзия Геринга также может возникнуть в световом потоке (при излучении, исходящем из центра экрана), независимо от того, исходит ли поток внутрь или наружу. Этот результат происходит за счёт действия нейронных сетей (например, клеток первичной зрительной коры).